# Torre Mitikah
La Torre Mitikah est le plus haut gratte-ciel de la ville de Mexico au Mexique. Elle s'élève à 267 mètres, et elle est classée dans le top 3 des plus hautes tours du Mexique, 60ème  (60e en  bon français) en Amérique du Nord, et 452ème (452e) au niveau du monde.
Il s'agit d'un lieu résidentiel de luxe d'un design élégant et rafiné, avec des espaces confort de haute gamme. Son achèvement (bien qu'initialement prévu pour 2019) a eu lieu en 2021, après de nombreuses interruptions de chantier. 
La Torre Mítikah reçoit actuellement près de 60 000 visiteurs par jour.